# つかまえて!女組のひと
『つかまえて!女組のひと』(つかまえて!めぐみのひと)は、いでまゆみによる日本の漫画作品。
『なかよし』（講談社）にて連載された。

## 書誌情報
- つかまえて!女組のひと 1984年3月6日 ISBN 9784061084629
  - 夢の国からキラキラ(なかよしデラックス1983年)／つめたい夏がすき(なかよしデラックス1983年)／とつぜんおじゃまのナミダ娘